# Chaméane
Chaméane ist eine Commune déléguée in der französischen Gemeinde Le Vernet-Chaméane mit 159 Einwohnern (Stand: 1. Januar 2022) im Département Puy-de-Dôme in der Region Auvergne-Rhône-Alpes (vor 2016 Auvergne).
Die Gemeinde Chaméane wurde am 1. Januar 2019 mit Vernet-la-Varenne zur Commune nouvelle Le Vernet-Chaméane zusammengeschlossen. Sie hat seither den Status einer Commune déléguée. Die Gemeinde Chaméane gehörte zum Arrondissement Issoire und zum Kanton Brassac-les-Mines (bis 2015: Kanton Sauxillanges). 

## Geographie
Chaméane liegt etwa 44 Kilometer südsüdöstlich von Clermont-Ferrand. An der östlichen Grenze verläuft der gleichnamige Fluss Chaméane, der hier auch noch Veysson genannt wird. Umgeben wurde die Gemeinde Chaméane von den Nachbargemeinden Saint-Quentin-sur-Sauxillanges im Norden und Nordwesten, Saint-Genès-la-Tourette im Osten und Nordosten, Vernet-la-Varenne im Süden sowie Saint-Étienne-sur-Usson im Westen.

## Bevölkerungsentwicklung
| Jahr                      | 1962 | 1968 | 1975 | 1982 | 1990 | 1999 | 2006 | 2013 |
| Einwohner                 | 165  | 157  | 144  | 145  | 147  | 132  | 140  | 151  |
| Quelle: Cassini und INSEE |      |      |      |      |      |      |      |      |

## Sehenswürdigkeiten
- Kirche Saint-Pierre-aux-Liens aus dem 11. Jahrhundert
- Schloss aus dem 16. Jahrhundert